# Turesis
Turesis is een geslacht van vlinders van de familie dikkopjes (Hesperiidae), uit de onderfamilie Hesperiinae.

## Soorten
- T. basta Evans, 1955
- T. tabascoensis Freeman, 1979
- T. theste Godman, 1901